# Cris Morena
María Cristina De Giacomi (née le 23 août 1956 à Buenos Aires), professionnellement connue sous le nom de Cris Morena, est une productrice de télévision, actrice, présentatrice de télévision, compositrice, musicienne, écrivaine, mannequin et PDG de Cris Morena Group.
Elle est l'une des productrices de télévision les plus réputées d'Argentine, et la créatrice plusieurs séries TV à succès pour les jeunes nés dans les années 1980, telles que Jugate conmigo, Chiquititas, Rebelde Way, Floricienta, Alma Pirata, ou encore Casi Ángeles.
Elle était productrice sur la chaine Telefe entre 1991 à 2001, puis créa Cris Morena Group.

## Biographie

### Vie privée
Cris Morena était marié avec  Gustavo Yankelevich entre 1972 à 1995. Ils ont eu 2 enfants : Romina Yan (en) (1974-2010) actrice, chanteuse et danseuse; et Tomás Yankelevich (en) (1977-), producteur de télévision et de films.